# Colonia Esperanza, Baja California
Colonia Esperanza är en ort i Mexiko.   Den ligger i kommunen Ensenada och delstaten Baja California, i den nordvästra delen av landet, 2 200 km nordväst om huvudstaden Mexico City. Colonia Esperanza ligger 28 meter över havet och antalet invånare är 661.
Terrängen runt Colonia Esperanza är kuperad österut, men västerut är den platt. Runt Colonia Esperanza är det glesbefolkat, med 8 invånare per kvadratkilometer. Närmaste större samhälle är Ensenada, 13,1 km norr om Colonia Esperanza. Omgivningarna runt Colonia Esperanza är i huvudsak ett öppet busklandskap.